# Каштаны (Кировский район)
Кашта́ны (до 1948 года Бара́н-Эли́; укр. Каштани, крымскотат. Boran Eli, Боран Эли) — исчезнувшее село в Кировском районе Республики Крым, располагавшееся на юге района, включённое в состав Приветного. Сейчас, примерно, южная часть этого села

## История
Первое документальное упоминание села встречается в Камеральном Описании Крыма… 1784 года, судя по которому, в последний период Крымского ханства Борак Эли входил в Старо-Крымский кадылык Кефинского каймаканства. После присоединения Крыма к России (8) 19 апреля 1783 года, (8) 19 февраля 1784 года, именным указом Екатерины II сенату, на территории бывшего Крымского Ханства была образована Таврическая область и деревня была приписана к Левкопольскому, а после ликвидации в 1787 году Левкопольского — к Феодосийскому уезду Таврической области. После Павловских реформ, с 1796 по 1802 год, входила в Акмечетский уезд Новороссийской губернии. По новому административному делению, после создания 8 (20) октября 1802 года Таврической губернии, Баран-Эли был включён в состав Байрачской волости Феодосийского уезда.
По Ведомости о числе селений, названиях оных, в них дворов… состоящих в Феодосийском уезде от 14 октября 1805 года , в деревне Боран-Эли числилось 12 дворов, 69 крымских татар и 1 выкрещенный. На военно-топографической карте генерал-майора Мухина 1817 года деревня Борон ели обозначена с 14 дворами. После реформы волостного деления 1829 года Барак-Эли, согласно «Ведомости о казённых волостях Таврической губернии 1829 года», отнесли к Учкуйской волости (переименованной из Байрачской). На карте 1836 года в деревне Буранель 10 дворов. Затем, видимо, вследствие эмиграции крымских татар в Турцию, деревня заметно опустела и на карте 1842 года Баранель обозначен условным знаком «малая деревня», то есть, менее 5 дворов.
В 1860-х годах, после земской реформы Александра II, деревню приписали к Салынской волости. Согласно «Списку населённых мест Таврической губернии по сведениям 1864 года», составленному по результатам VIII ревизии 1864 года, Боран-Эли — владельческая деревня с 2 дворами и 3 жителями при речке Субаше. На трёхверстовой карте Шуберта 1865—1876 года в деревне Баранель обозначено 10 дворов. Видимо, деревня вскоре опустела окончательно (в документах конца XIX века не встречается, нет её и на верстовой карте 1890 года Известно, что бывшая деревня была приобретена, как имение, художником И. К. Айвазовским, завещанным одной из дочерей.
Имение Айвазовского, «унаследовав» название бывшей деревни, располагалось в другом месте — в восточной части современного Приветного(45°07′10″ с. ш. 35°04′05″ в. д.) В нём с 1905 года жил и работал его внук, художник М. П. Латри, организовавший там керамическую мастерскую.
После земской реформы 1890-х годов деревню приписали к Цюрихтальской волости. По «…Памятной книжке Таврической губернии на 1902 год» в деревне Баран-Эли числилось 11 жителей в 2 домохозяйствах. По Статистическому справочнику Таврической губернии. Ч.II-я. Статистический очерк, выпуск пятый Феодосийский уезд, 1915 год, на хуторе Баран-Эли (Лампси М. П.) Цюрихтальской волости Феодосийского уезда числился 1 двор без населения. При хуторе числилось 130 [[Десятина (мера площади)|десятин] удобной земли, вхозяйстве имелось 8 лошадей, 6 волов и 10 коров.
После установления в Крыму Советской власти, по постановлению Крымревкома от 8 января 1921 года была упразднена волостная система и село вошло в состав вновь созданного Владиславовского района Феодосийского уезда, а в 1922 году уезды получили название округов. 11 октября 1923 года, согласно постановлению ВЦИК, в административное деление Крымской АССР были внесены изменения, в результате которых округа ликвидировались и Владиславовский район стал самостоятельной административной единицей. Декретом ВЦИК от 04 сентября 1924 года «Об упразднении некоторых районов Автономной Крымской С. С. Р.» в октябре 1924 года район был преобразован в Феодосийский и село включили в его состав. Согласно Списку населённых пунктов Крымской АССР по Всесоюзной переписи 17 декабря 1926 года, в совхозе Баран-Эли, Джума-Элинского сельсовета Феодосийского района, числилось 7 дворов, население составляло 21 человек, из них 15 русских, 2 украинца, 2 немца, 1 татарин и 1 еврей. На одноимённом хуторе 2 двора и 7 жителей-греков. Постановлением ВЦИК «О реорганизации сети районов Крымской АССР» от 30 октября 1930 года из Феодосийского района был выделен (воссоздан) Старо-Крымский район (по другим сведениям 15 сентября 1931 года) и село включили в его состав.
В 1944 году, после освобождения Крыма от фашистов, 12 августа 1944 года было принято постановление № ГОКО-6372с «О переселении колхозников в районы Крыма» и в сентябре того же года в район приехали первые переселенцы, 1268 семей, из Курской, Тамбовской и Ростовской областей, а в начале 1950-х годов последовала вторая волна переселенцев. С 1954 года местами наиболее массового набора населения стали различные области Украины. С 25 июня 1946 года Баран-Эли в составе Крымской области РСФСР. Указом Президиума Верховного Совета РСФСР от 18 мая 1948 года, Баран-Эли переименовали в Каштаны. 26 апреля 1954 года Крымская область была передана из состава РСФСР в состав УССР. После ликвидации в 1959 году Старокрымского района село переподчинили Кировскому. К 1960 году, поскольку в «Справочнике административно-территориального деления Крымской области на 15 июня 1960 года» селение уже не значилось, Каштаны присоединили к Приветному (согласно справочнику «Крымская область. Административно-территориальное деление на 1 января 1968 года» — с 1954 по 1968 годы).

### Динамика численности населения
- 1805 год — 70 чел.[11]
- 1864 год — 2 чел.[17]
- 1902 год — 11 чел.[22]
- 1915 год — 0 чел.[23]
- 1926 год — 28 чел.[30]